# HD 171975
HD 171975，又名BD+11 3530，SAO 103912、HR 6992，是一颗恒星，视星等为6.42，位于銀經41.56，銀緯8.3，其B1900.0坐标为赤經18h 32m 31.9s，赤緯+11° 8.3′ 15″。